# Baťův kanál

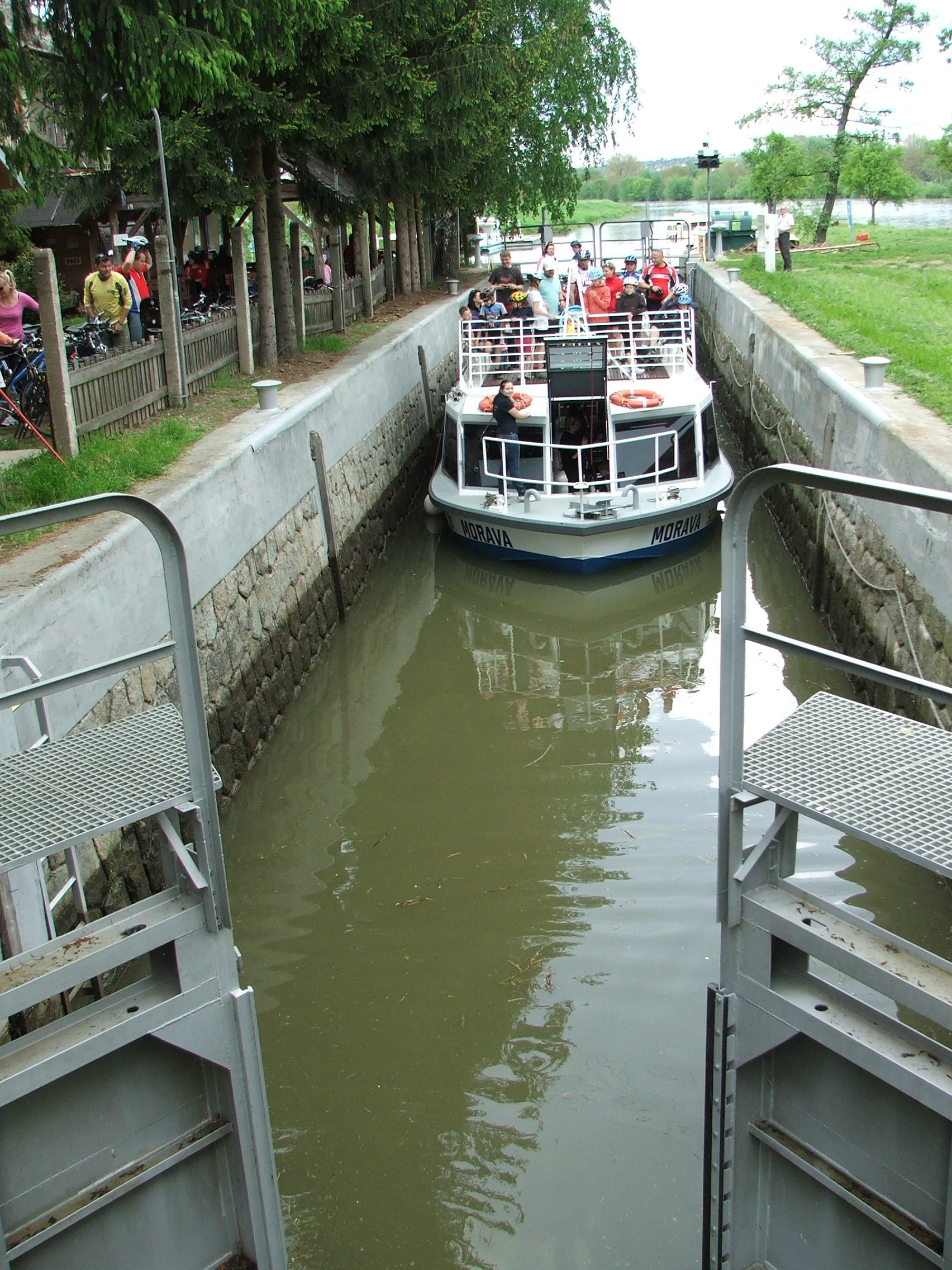
Żegluga turystyczna w okolicy Spytihněvu

Baťův kanál lub Průplav Otrokovice-Rohatec – zabytkowy kanał o długości 52 km, wybudowany w latach 1935–1938, łączący Otrokovice z Rohatcem w Czechach (Morawy).

## Przebieg
Kanał częściowo przebiega po rzece Morawie, jednak w większości wydzielonymi tokami wodnymi z licznymi jazami oraz 14 śluzami i innymi dziełami technicznymi. Na trasie kanału znajdują się też 23 mosty.
Obecnie prawie cała trasa (52 km) jest udostępniona do przewozów, uruchomiono 13 śluz. Możliwa jest tak turystyczna, jak i planowa komunikacja po kanale między Otrokovicami a Sudoměřicami. Turyści mogą użytkować 8 portów i 13 przystani. Dzięki budowie przystani w Skalicy (Słowacja) kanał stał się międzynarodowym szlakiem żeglugowym.

## Przewozy i technika
Głównym materiałem, który był spławiany po kanale był węgiel brunatny z kopalni w Ratíškovicach. Kanał eksploatowała firma Tomáša Baťy. Węgiel trafiał do elektrociepłowni w Otrokovicach, zasilającej w prąd i ciepło część zakładów obuwniczych Baty (Zlin i Otrokovice). Na trasie było dużo różnego rodzaju unikalnych urządzeń technicznych, np. koparki, towarowa kolej linowa i inne. Przy każdej ze śluz ustawiono typowy dla architektury modernistycznej imperium Baty, domek dla obsługi. Część z tych obiektów zachowała się do dziś, a część została zrekonstruowana. Umożliwia to zwiedzanie urządzeń kanału i poznawanie historii dziedzictwa technicznego.

## Atrakcje turystyczne
Oprócz tradycyjnych spływów po kanale, rejsów statkami spacerowymi, a także zwiedzania zabytków techniki zlokalizowanych przy drodze wodnej, można także wypożyczać tzw. hausboty, czyli pływające domy na dłuższe urlopy. Istnieją także oferty łączone – zawierające atrakcje dla miłośników morawskiego wina, obserwatorów ptaków, czy też miłośników zabytków kultury, oferowane przez lokalnych touroperatorów.